# Diego Rosa (Fußballspieler)
Diego Gabriel Silva Rosa (* 12. Oktober 2002 in Salvador) ist ein brasilianischer Fußballspieler, der aktuell als Leihspieler von Manchester City beim belgischen Zweitligisten Lommel SK unter Vertrag steht.

## Karriere

### Verein
Rosa begann seine fußballerische Ausbildung beim EC Vitória. Anschließend wechselte er in die Jugendabteilung von Grêmio Porto Alegre. Im Juli 2020 erhielt er dort einen Vertrag bei der zweiten Mannschaft. Im August 2020 wurde er von Scouts des englischen Erstligisten Manchester City entdeckt und verpflichtet. Bis zum Ende der Saison 2021/22 wurde er an den Lommel SK verliehen. Für Lommel debütierte er am 21. Februar 2021 (20. Spieltag), als er bei einem 2:1-Heimsieg gegen den Lierse SK in der Schlussphase ins Spiel kam. In seiner ersten Profispielzeit kam er auf sieben Einsätze.

### Nationalmannschaft
Anfang 2018 kam Rosa zu drei Einsätzen im U16-Team der Brasilianer. Im März 2019 spielte er zusammen mit der U17-Nationalmannschaft bei der U17-Südamerikameisterschaft 2019 mit. Sein Team schied allerdings in der Gruppenphase aus. Die Weltmeisterschaft ein paar Monate später, konnte sein Team gewinnen, wobei Rosa zwei Treffer und eine Vorlage beisteuerte.

## Erfolge
Nationalmannschaft
- U17-Weltmeister: 2019